# Moj najboljši sovražnik
Moj najboljši sovražnik (v španskem izvirniku Mi mejor enemigo) je leta 2005 posnet čilenski film o skupini čilenskih vojakov, ki se konec leta 1978, ko je skorajda izbruhnila vojna z Argentino, izgubijo v južni Patagoniji in se spoprijateljijo s skupino argentinskih vojakov, ki se je ravno tako izgubila.
Glavno sporočilo filma je nesmiselnost vojne (ki je povsem po nepotrebnem zahtevala dve življenji, čeprav do nje sploh ni prišlo), kjer je mali človek po navadi le kmet na šahovnici velikih igralcev, in kako je družba v obeh državah hitro pozabila na vojake, ki so tvegali življenje za domovino (»... nobenega denarja, nobene medalje, še zahvalil se nam ni nihče!«). Mogoče je spremljati spremebe razpoloženja med vojaki obeh strani, ki so jim načrtno oprali možgane (»Vsak od nas bo ubil pet Argentinvev!«), nato postopoma premagujejo predsodke, na koncu pa spet malone postanejo smrtni sovražniki. Na ironičen način so prikazane meje (resnična državna meja poteka v stepi »sredi ničesar«, ker se nobenemu ne sanja, kje v resnici je, si jo začrtajo kar sami), sploh v Patagoniji, kjer so prebivalci z obeh strani že od nekdaj sodelovali med seboj, zaradi česar so tudi v vojsko vpoklicali pretežno vojake iz severnejših delov obeh držav. Najbolj absurdna tovrstna situacija nastane, ko neki pastir vojakom odstopi ovco, ti pa se nato sprejo, na kateri strani namišljene »meje« so jo sploh ujeli (»Picton, Nueva, Lennox in ovca so nedeljiva celota. Nihče jih ni pripravljen deliti«). Bežno so osvetljena še prva leta Pinochetove diktature (»1978. Bilo je strašno leto. V moji soseski sta vladala strah in nezaupanje. Nekateri prijatelji se niso pogovarjali med seboj, ostali so bili aretirani in so izginili.«)

## Zgodovinsko ozadje
Otoki Picton, Lennox in Nueva, vzhodno od otoka Navarino, ob vhodu v preliv Beagle, so dolgo bili jabolko spora med Čilom in Argentino. Leta 1977 je britanska kraljica Elizabeta II. sprejela arbitražo in otoke prisodila Čilu. Argentina te razsodbe ni priznala, odnosi med državama so se močno zaostrili in konec leta 1978, ko se dogaja zgodba, je skorajda izbruhnila vojna. V zadnjem trenutku je posredoval papež Janez Pavel II., ki je uspel zaustaviti vojno, nato pa je v arbitraži otoke dokončno dodelil Čilu, Argentina pa je dobila več pravic izkoriščanja priobalnega pasu.

## Glavne vloge
- Nicolás Saavedra: Rodrigo Rojas
- Erto Pantoja: narednik Osvaldo Ferrer
- Andrés Olea: José Almonacid
- Juan Pablo Miranda: Jorge Salazar
- Pablo Valledor: Guillermo Mancilla
- Víctor Montero: Javier Orozco
- Miguel Dedovich: poročnik Enrique Ocampo
- Felipe Braun: poročnik Riquelme
- Fernanda Urrejola: Gloria

## Vsebina
Zgodbo pripoveduje Rodrigo Rojas iz Santiaga, ki je bil konec leta 1978 vpoklican v vojsko in poslan v Punta Arenas. Tam so ga dodelili v skupino skupaj s še štirimi vojaki (»skupaj nismo dopolnili niti 100 let«), Almonacidom z otoka Chiloé, Salazarjem iz Talcahuana, Mancillo iz Talce in edinim poklicnim vojakom Orozcom pod poveljstvom narednika Osvalda Ferrera, ki je dobila nalogo označiti državno mejo. Med potjo se jim razbije kompas, tako da zaidejo na argentinsko ozemlje in se izgubijo. Ko se po ukazu vkopljejo v jarke, naletijo na skupino argentinskih vojakov pod vodstvom poročnika Enriqueja Ocampa, ki se je ravno tako izgubila. 
Ko se Mancilla ujame v Salazarjevo past za zajce in Čilencem zmanjka penicilina za oskrbo globoke rane, Rojas naveže stik z Argentinci in jih zaprosi za dodatna zdravila. Ocampo, ki osebno ne odobrava brezsmiselnega prelivanja krvi mladih vojakov,  kljub nasprotovanju ostalih vojakov prošnji ugodi (»Vojna se še ni pričela!«) , vojaki z obeh strani pa se postopoma spoprijateljijo, označijo simbolično mejo, odigrajo nogometno tekmo (»Imamo zgodovinsko priložnost, da vsaj enkrat premagamo Argentince«, mimogrede, približno pol leta pred tem je Argentina gostila svetovno prvenstvo in prvič osvojila naslov svetovnih prvakov) in priredijo skupno zabavo. 
Medtem so se razmere nevarno približale vrelišču in vse je kazalo, da bo izbruhnila vojna. Novica seže tudi do vojakov in prijateljevanja je takoj konec. Ocampo, ki je obveščen o namerah argentinske vojske in neuspešno poskuša Čilence prepričati k umiku na varnejšo lokacijo, kljub vsemu še vedno ponudi, da bo domačim poslal pisma čilenskih vojakov in film z Rojasovimi fotografijami.
Med napetim pričakovanjem začetka spopadov Ocampo izve za premirje in se odloči Čilencem vrniti pisma. Ko se približuje nasprotnikovemu okopu, pride do nesporazuma, saj Čilenci zaradi izgube radijske zveze še niso vedeli za premirje. Orozco, ki je že od vsega začetka sanjaril o odlikovanju in vsakršne stike z Argentino doživljal kot izdajstvo, sproži prvi strel. V krajši obojestranski izmenjavi ognja z obeh strani padeta Ocampo in Almonacid.

## Nagrade
Film je leta 2005 na filmskem festivalu v Valdivii prejel nagrado Pudú de Plata za najboljši čilenski film, Nicolás Saavedra pa je naslednje leto za vlogo v tem filmu prejel nagrado za najboljšega igralca.